# Торт (новела)
«Торт» (фр. Le Gâteau) — новела французького письменника Гі де Мопассана, видана у 1882 році. Сюжет твору розповідає про те, як у світському салоні пані Ансер еволюціонує традиція краяти торт.

## Історія
Гі де Мопассан вперше опублікував цю новелу в газеті «Le Gaulois» 19 січня 1882 року. Пізніше вона увійшла до збірки «Дядько Мілон», надрукованій у 1899 році. Українською «Торт» переклав Максим Рильський. Цей переклад новели побачив світ у видавництві «Дніпро» двічі: у восьмитомному зібранні творів Гі де Мопассана (1969—1972) і двотомному виданні вибраних творів письменника (1990).

## Сюжет
Пані Ансер тримає великосвітський салон, до якого допускаються лише витончені митці та непересічні особистості. Інакше і бути не може, адже сама пані Ансер теж неабищо. На її тлі чоловік виглядає тьмяно, він теж тримає свій куточок, але в ньому збираються лише розумні люди, закохані в агрономію. Пані Ансер, як і будь-яка світська парижанка, має фаворитів, яких завчасно міняє, щоби не набридли. Про те, хто наразі є її улюбленцем, легко дізнатися, тому що фаворитові надають право краяти великого торта. Спочатку в товаристві пані точиться боротьба за цей привілей, та з часом він всім набридає. Одного разу доходить до того, що торта дозволяють розрізати навіть зневаженому панові Ансеру. Ще одного вечора пані Ансер посміхається вдача, сумнівний привілей надається новачкові, невтаємниченому в історію цієї традиції. Але наступного разу цей гість вже тримається насторожі. Зрештою обов'язок краяти торт переходить до лакея.